# LOVG 1996-2006
La caja especial LOVG recoge el trabajo de diez años de La Oreja de Van Gogh reunido en cinco CD y un DVD. Fue publicado el 4 de abril de 2006. Desde las primeras maquetas, que muestran el cuidado en el nacimiento y elaboración de las canciones, a su perfeccionamiento en el estudio y, por último, el traslado a los conciertos en directo.
Dile al sol, El viaje de Copperpot y Lo que te conté mientras te hacías la dormida son los tres álbumes de estudio de LODVG, se editan en versión original, incluso con las canciones sorpresa que aparecen ocultas y de las que "Bonustrack" se ha convertido en uno de los temas con más gancho en los conciertos. Junto a estos tres discos, la caja contiene el CD En directo grabado en 2004 durante la gira Lo que te conté mientras te hacías la dormida, otro CD con maquetas, remezclas, colaboraciones y una pista interactiva con el videoclip "Geografía", y por último un DVD grabado durante la gira de 2003 que también incluye un documental, ocho videoclips, etc.
Particular significación tienen el CD y el DVD grabados en directo, porque los conciertos han sido un pilar fundamental en la carrera de LODVG por la extensión, consistencia y aceptación de sus giras en España, América y Europa.
Por encima de discos publicados, de cifras, de platinos, etc. esta edición es la historia de diez años de canciones.
Esta caja se edita en un formato muy especial, tiene el tamaño de los antiguos LP con la consistencia de un libro y con un diseño muy cuidado. Contiene además un libro con 64 páginas con toda la información de los discos, las letras de las canciones, fotos, etc.
Lo más relevante sería nombrar el CD BONUS, que incluyó inéditas y remixes. El disco se había filtrado en línea en 2004 bajo el título de "Rarezas" (aunque esta edición además incluía las caras B "Déjate Llevar" y "El tiempo") y se publica por primera vez de forma oficial. "Flash", una canción con un ritmo pegajoso, perfecta para sencillo aunque no fue incluida en Lo que te conte mientras te hacías la dormida, al igual que "Coronel", canción que habla sobre sentimientos de un general en la guerra, sin duda una de las mejores canciones de Xabi, más tarde fue incluida en Más guapa y en la LKXA. También se incluye las maquetas del local de ensayo de "Puedes contar conmigo", "20 de enero", "Vestido azul" y "Deseos de cosas imposibles". El CD también incluyó dos duetos antes grabados por LOVG: "París", a dúo con Pablo Villafranca, y "Porque te vas", el clásico tema de Jeanette a dúo con José Luis Perales (Compositor de este tema que también lo interpretó). Aunque también cabe señalar que no se liberó más material inédito que el que se había incluido en los sencillos del último disco.

## Promoción y Ventas
Aunque no existió promoción de la caja debido a que el grupo estaba más centrado en el lanzamiento de Guapa, su nuevo álbum, sin embargo alcanzó más de 50.000 copias vendidas, lo que hace suponer cuál sería el tiraje de esta caja. En noviembre de 2007 tras el anuncio de la salida de Amaia Montero de la agrupación, la caja conmemorativa reingreso a las listas de ventas en España.

## Contenido

### Dile al Sol (1998)
| N.º | Título                  | Música                               | Escritor(es)                         | Duración |  |
| 1.  | «El 28»                 | La Oreja de Van Gogh                 | La Oreja de Van Gogh                 | 2:48     |  |
| 2.  | «Cuéntame al oído»      | La Oreja de Van Gogh                 | Xabi San Martín y Pablo Benegas      | 3:10     |  |
| 3.  | «Pesadilla»             | La Oreja de Van Gogh                 | Xabi San Martín                      | 4:18     |  |
| 4.  | «La estrella y la luna» | La Oreja de Van Gogh                 | Xabi San Martín                      | 3:46     |  |
| 5.  | «Viejo cuento»          | La Oreja de Van Gogh                 | La Oreja de Van Gogh                 | 5:05     |  |
| 6.  | «Dos cristales»         | La Oreja de Van Gogh                 | La Oreja de Van Gogh                 | 4:24     |  |
| 7.  | «Lloran piedras»        | La Oreja de Van Gogh                 | La Oreja de Van Gogh                 | 4:04     |  |
| 8.  | «Qué puedo pedir»       | Rafael Berrio y La Oreja de Van Gogh | Rafael Berrio y La Oreja de Van Gogh | 3:01     |  |
| 9.  | «Dile al sol»           | La Oreja de Van Gogh                 | Xabi San Martín y Pablo Benegas      | 3:36     |  |
| 10. | «El libro»              | La Oreja de Van Gogh                 | Xabi San Martín y Pablo Benegas      | 3:45     |  |
| 11. | «La carta»              | La Oreja de Van Gogh                 | La Oreja de Van Gogh                 | 2:40     |  |
| 12. | «Soñaré»                | La Oreja de Van Gogh                 | Amaia Montero                        | 3:34     |  |

### El viaje de Copperpot (2000)
| N.º | Título                          | Música                                 | Escritor(es)                           | Duración |  |
| 1.  | «Cuídate»                       | A. Montero, X. San Martín y P. Benegas | X. San Martín                          | 3:00     |  |
| 2.  | «Soledad»                       | A. Montero y X. San Martín             | P. Benegas                             | 3:50     |  |
| 3.  | «París»                         | A. Montero y X. San Martín             | P. Benegas                             | 3:45     |  |
| 4.  | «La playa»                      | Xabi San Martín                        | Xabi San Martín                        | 4:05     |  |
| 5.  | «Pop»                           | A. Montero y X. San Martín             | P. Benegas                             | 2:30     |  |
| 6.  | «Dicen que Dicen»               | A. Montero y X. San Martín             | X. San Martín                          | 3:20     |  |
| 7.  | «Mariposa»                      | A. Montero y X. San Martín             | A. Montero y X. San Martín             | 4:00     |  |
| 8.  | «La chica del gorro azul»       | A. Montero y X. San Martín             | P. Benegas                             | 3:35     |  |
| 9.  | «Tu pelo»                       | A. Montero y X. San Martín             | A. Montero y X. San Martín             | 4:00     |  |
| 10. | «Tantas Cosas que Contar»       | A. Montero y X. San Martín             | P. Benegas                             | 3:55     |  |
| 11. | «Los amantes del Círculo Polar» | A. Montero y X. San Martín             | P. Benegas                             | 4:40     |  |
| 12. | «Desde el Puerto»               | A. Montero, X. San Martín y P. Benegas | A. Montero, X. San Martín y P. Benegas | 3:35     |  |
| 13. | «Tic Tac»                       | La Oreja de Van Gogh                   | La Oreja de Van Gogh                   | 3:45     |  |

### Lo que te conté mientras te hacías la dormida (2003)
| N.º | Título                       | Música                                 | Escritor(es)    | Duración |  |
| 1.  | «Puedes contar conmigo»      | A. Montero                             | A. Montero      | 3:56     |  |
| 2.  | «20 de enero»                | A. Montero y X. San Martín             | P. Benegas      | 3:43     |  |
| 3.  | «Rosas»                      | Xabi San Martín                        | Xabi San Martín | 3:56     |  |
| 4.  | «Deseos de cosas imposibles» | Xabi San Martín                        | Xabi San Martín | 3:08     |  |
| 5.  | «Geografía»                  | Xabi San Martín                        | Xabi San Martín | 3:17     |  |
| 6.  | «Un mundo mejor»             | A. Montero y X. San Martín             | P. Benegas      | 3:38     |  |
| 7.  | «Tú y yo»                    | A. Montero, X. San Martín y P. Benegas | P. Benegas      | 3:21     |  |
| 8.  | «La esperanza debida»        | A. Montero y X. San Martín             | P. Benegas      | 4:05     |  |
| 9.  | «Vestido azul»               | A. Montero y X. San Martín             | P. Benegas      | 3:10     |  |
| 10. | «Adiós»                      | A. Montero y X. San Martín             | P. Benegas      | 3:47     |  |
| 11. | «Perdóname»                  | A. Montero y X. San Martín             | P. Benegas      | 3:34     |  |
| 12. | «La paz de tus ojos»         | A. Montero y X. San Martín             | P. Benegas      | 3:52     |  |
| 13. | «Nadie Como Tú»              | Amaia Montero                          | Amaia Montero   | 3:24     |  |
| 14. | «Historia de un sueño»       | Xabi San Martín                        | Xabi San Martín | 3:44     |  |
| 15. | «Bonustrack»                 | A. Montero y X. San Martín             | P. Benegas      | 3:00     |  |

### La Oreja de Van Gogh en Vivo Lo que te conte mientras te hacías la dormida
| N.º | Título                       | Escritor(es)                           | Duración |  |
| 1.  | «Intro»                      | La Oreja de Van Gogh                   | 2:31     |  |
| 2.  | «Puedes contar conmigo»      | A. Montero                             | 3:55     |  |
| 3.  | «Deseos de cosas imposibles» | Xabi San Martín                        | 3:12     |  |
| 4.  | «Un Mundo Mejor»             | A. Montero, X. San Martín y P. Benegas | 3:49     |  |
| 5.  | «Cuéntame al oído»           | La Oreja de Van Gogh                   | 3:28     |  |
| 6.  | «Soledad»                    | A. Montero, X. San Martín y P. Benegas | 4:19     |  |
| 7.  | «Vestido azul»               | A. Montero, X. San Martín y P. Benegas | 3:57     |  |
| 8.  | «La esperanza debida»        | A. Montero, X. San Martín y P. Benegas | 4:17     |  |
| 9.  | «Geografía»                  | Xabi San Martín                        | 3:06     |  |
| 10. | «El 28»                      | La Oreja de Van Gogh                   | 4:41     |  |
| 11. | «Adiós»                      | A. Montero, X. San Martín y P. Benegas | 3:52     |  |
| 12. | «Pop»                        | A. Montero, X. San Martín y P. Benegas | 3:48     |  |
| 13. | «Cuídate»                    | A. Montero, X. San Martín y P. Benegas | 3:07     |  |
| 14. | «Rosas»                      | Xabi San Martín                        | 3:55     |  |
| 15. | «París»                      | A. Montero, X. San Martín y P. Benegas | 3:44     |  |
| 16. | «La playa»                   | Xabi San Martín                        | 6:32     |  |
| 17. | «20 de enero»                | A. Montero, X. San Martín y P. Benegas | 3:36     |  |
| 18. | «Bonustrack»                 | A. Montero, X. San Martín y P. Benegas | 3:41     |  |

### Rarezas - CD Bonus (2006)
| N.º | Título                                        | Música                                                                                          | Escritor(es)      | Duración |  |
| 1.  | «Coronel (maqueta)»                           | Xabi San Martín                                                                                 | Xabi San Martín   | 3:56     |  |
| 2.  | «Puedes contar conmigo (maqueta)»             | A. Montero                                                                                      | A. Montero        | 3:55     |  |
| 3.  | «Flash (maqueta)»                             | A. Montero y X. San Martín                                                                      | Pablo Benegas     | 2:41     |  |
| 4.  | «20 de enero (maqueta)»                       | A. Montero y X. San Martín                                                                      | Pablo Benegas     | 4:40     |  |
| 5.  | «Deseos de cosas imposibles (maqueta)»        | Xabi San Martín                                                                                 | Xabi San Martín   | 3:52     |  |
| 6.  | «Vestido Azul (maqueta)»                      | A. Montero y X. San Martín                                                                      | Pablo Benegas     | 4:19     |  |
| 7.  | «Geografía (DJ Memê Club Radio)»              | Xabi San Martín and DJ Meme for Marketing Productio                                             | Xabi San Martín   | 3:57     |  |
| 8.  | «Geografía” (Remix Étnico)»                   | Xabi San Martín (arreglos Carlos Nerea)                                                         | Xabi San Martín   | 4:17     |  |
| 9.  | «París con Pablo Villafranca»                 | A. Montero y X. San Martín                                                                      | Pablo Benegas     | 3:46     |  |
| 10. | «Porque te vas con José Luis Perales»         | José Luis Perales                                                                               | José Luis Perales | 4:11     |  |
| 11. | «Bonustrack (Tiga’s Vocal Mix)»               | A. Montero y X. San MartínRemix Production Tigal for the Dove Arreglos adicionales Mateo Murpht | Pablo Benegas     | 6:38     |  |
| 12. | «Bonustrack (Wally López Superweekend Remix)» | A. Montero y X. San MartínRemix Remix y producción adicional Wally López                        | Pablo Benegas     | 7:24     |  |
| 13. | «Bonustrack (La Fabrique du Son remix)»       | A. Montero y X. San MartínRemix (producción adicional de David Ferrero y Pedro del Moral)       | Pablo Benegas     | 7:27     |  |

Pista interactiva

| N.º | Título                | Escritor(es)  | Duración |  |
| 15. | «Videoclip Geografía» | X. San Martín | 3:50     |  |